# Triaenodes vorhiesi
Triaenodes vorhiesi är en nattsländeart som beskrevs av Betten 1934. Triaenodes vorhiesi ingår i släktet Triaenodes och familjen långhornssländor. Inga underarter finns listade i Catalogue of Life.